# Campeonato Mundial de Atletismo en Pista Cubierta de 2024
El XIX Campeonato Mundial de Atletismo en Pista Cubierta se celebró en Glasgow (Reino Unido) entre el 1 y el 3 de marzo de 2024 bajo la organización de World Athletics y la Federación Británica de Atletismo.
Las competiciones se realizaron en el Emirates Arena de la ciudad escocesa. 

## Calendario
| S | Series | ½ | Semifinales | F | Final |

| Fecha →           | 1 de marzo | 1 de marzo | 1 de marzo | 2 de marzo | 2 de marzo | 2 de marzo | 3 de marzo | 3 de marzo |
| Evento ↓          | M          | T          | T          | M          | T          | T          | M          | T          |
| ----------------- | ---------- | ---------- | ---------- | ---------- | ---------- | ---------- | ---------- | ---------- |
| 60 m              | S          | ½          | F          |            |            |            |            |            |
| 400 m             | S          | ½          | ½          |            | F          | F          |            |            |
| 800 m             | S          |            |            | ½          |            |            |            | F          |
| 1500 m            |            | S          | S          |            |            |            |            | F          |
| 3000 m            |            |            |            |            | F          | F          |            |            |
| 60 m vallas       |            |            |            | S          | ½          | F          |            |            |
| Relevo 4 x 400 m  |            |            |            |            |            |            | S          | F          |
| Salto de longitud |            |            |            | F          |            |            |            |            |
| Triple salto      |            |            |            |            | F          | F          |            |            |
| Salto de altura   |            |            |            |            |            |            | F          |            |
| Salto con pértiga |            |            |            |            |            |            |            | F          |
| Peso              |            | F          | F          |            |            |            |            |            |
| Heptatlón         |            |            |            | F          | F          | F          | F          | F          |

| Fecha →           | 1 de marzo | 1 de marzo | 2 de marzo | 2 de marzo | 2 de marzo | 3 de marzo | 3 de marzo | 3 de marzo |
| Evento ↓          | M          | T          | M          | T          | T          | M          | T          | T          |
| ----------------- | ---------- | ---------- | ---------- | ---------- | ---------- | ---------- | ---------- | ---------- |
| 60 m              |            |            | S          | ½          | F          |            |            |            |
| 400 m             | S          | ½          |            | F          | F          |            |            |            |
| 800 m             | S          |            | ½          |            |            |            | F          | F          |
| 1500 m            |            | S          |            |            |            |            | F          | F          |
| 3000 m            |            |            |            | F          | F          |            |            |            |
| 60 m vallas       |            |            |            |            |            | S          | ½          | F          |
| Relevo 4 x 400 m  |            |            |            |            |            | S          | F          | F          |
| Salto de longitud |            |            |            |            |            |            | F          | F          |
| Triple salto      |            |            |            |            |            | F          |            |            |
| Salto de altura   |            | F          |            |            |            |            |            |            |
| Salto con pértiga |            |            |            | F          | F          |            |            |            |
| Peso              | F          |            |            |            |            |            |            |            |
| Pentatlón         | F          | F          |            |            |            |            |            |            |

## Medallistas

### Masculino
| Evento                    | Oro                                                                                     | Plata                                                                                | Bronce                                                                                          |
| ------------------------- | --------------------------------------------------------------------------------------- | ------------------------------------------------------------------------------------ | ----------------------------------------------------------------------------------------------- |
| 60 m (02.03)              | Christian Coleman Estados Unidos 6,41 s                                                 | Noah Lyles Estados Unidos 6,44 s                                                     | Ackeem Blake Jamaica 6,46 s                                                                     |
| 400 m (02.03)             | Alexander Doom · Bélgica · 45,25                                                        | Karsten Warholm · Noruega · 45,34                                                    | Rusheen McDonald Jamaica 45,36                                                                  |
| 800 m (03.03)             | Bryce Hoppel Estados Unidos 1:44,92                                                     | Andreas Kramer · Suecia · 1:45,27                                                    | Eliott Crestan · Bélgica · 1:45,32                                                              |
| 1500 m (03.03)            | Geordie Beamish Nueva Zelanda 3:36,54                                                   | Cole Hocker Estados Unidos 3:36,69                                                   | Hobbs Kessler Estados Unidos 3:36,72                                                            |
| 3000 m (02.03)            | Josh Kerr Reino Unido 7:42,98                                                           | Yared Nuguse Estados Unidos 7:43,59                                                  | Selemon Barega Etiopía 7:43,64                                                                  |
| 60 m vallas (02.03)       | Grant Holloway Estados Unidos 7,29                                                      | Lorenzo Simonelli · Italia · 7,43                                                    | Just Kwaou-Mathey Francia 7,47                                                                  |
| Salto de altura (03.03)   | Hamish Kerr Nueva Zelanda 2,36 m                                                        | Shelby McEwen Estados Unidos 2,28 m                                                  | Woo Sang-Hyeok Corea del Sur 2,28 m                                                             |
| Salto con pértiga (03.03) | Armand Duplantis · Suecia · 6,05                                                        | Sam Kendricks Estados Unidos 5,90                                                    | Emmanuíl Karalís · Grecia · 5,85                                                                |
| Salto de longitud (02.03) | Miltiadis Tentoglu · Grecia · 8,22                                                      | Mattia Furlani · Italia · 8,22                                                       | Carey McLeod Jamaica 8,21                                                                       |
| Triple salto (02.03)      | Hugues Fabrice Zango Burkina Faso 17,53                                                 | Yasser Triki Argelia 17,35                                                           | Tiago Pereira Portugal 17,08                                                                    |
| Peso (01.03)              | Ryan Crouser Estados Unidos 22,77                                                       | Tomas Walsh Nueva Zelanda 22,07                                                      | Leonardo Fabbri · Italia · 21,96                                                                |
| 4 × 400 m (03.03)         | Bélgica · Jonathan Sacoor · Dylan Borlée · Christian Iguacel · Alexander Doom · 3:02,54 | Estados Unidos Jacory Patterson Matthew Boling Noah Lyles Christopher Bailey 3:02,60 | Países Bajos · Liemarvin Bonevacia · Ramsey Angela · Terrence Agard · Tony van Diepen · 3:04,25 |
| Heptatlón (02.03)         | Simon Ehammer · Suiza · 6418 pts.                                                       | Sander Skotheim · Noruega · 6407 pts.                                                | Johannes Erm Estonia 6340 pts.                                                                  |

### Femenino
| Evento                    | Oro                                                                                      | Plata                                                                        | Bronce                                                                      |
| ------------------------- | ---------------------------------------------------------------------------------------- | ---------------------------------------------------------------------------- | --------------------------------------------------------------------------- |
| 60 m (02.03)              | Julien Alfred Santa Lucía 6,98 s                                                         | Ewa Swoboda · Polonia · 7,00 s                                               | Zaynab Dosso · Italia · 7,05 s                                              |
| 400 m (02.03)             | Femke Bol · Países Bajos · 49,17 RM                                                      | Lieke Klaver · Países Bajos · 50,16                                          | Alexis Holmes Estados Unidos 50,24                                          |
| 800 m (03.03)             | Tsige Duguma Etiopía 2:01,90                                                             | Jemma Reekie Reino Unido 2:02,72                                             | Noélie Yarigo Benín 2:03,15                                                 |
| 1500 m (03.03)            | Freweyni Hailu Etiopía 4:01,46                                                           | Nikki Hiltz Estados Unidos 4:02,32                                           | Emily Mackay Estados Unidos 4:02,69                                         |
| 3000 m (02.03)            | Elinor St. Pierre Estados Unidos 8:20,87                                                 | Gudaf Tsegay Etiopía 8:21,13                                                 | Beatrice Chepkoech Kenia 8:22,68                                            |
| 60 m vallas (03.03)       | Devynne Charlton Bahamas 7,65                                                            | Cyréna Samba-Mayela Francia 7,74                                             | Pia Skrzyszowska · Polonia · 7,79                                           |
| Salto de altura (01.03)   | Nicola Olyslagers Australia 1,99 m                                                       | Yaroslava Mahuchij · Ucrania · 1,97 m                                        | Lia Apostolovski Eslovenia 1,95 m                                           |
| Salto con pértiga (02.03) | Molly Caudery Reino Unido 4,80                                                           | Eliza McCartney Nueva Zelanda 4,80                                           | Katie Moon Estados Unidos 4,75                                              |
| Salto de longitud (03.03) | Tara Davis-Woodhall Estados Unidos 7,07                                                  | Monae' Nichols Estados Unidos 6,85                                           | Fátima Diame · España · 6,78                                                |
| Triple salto (03.03)      | Thea LaFond Dominica 15,01                                                               | Leyanis Pérez · Cuba · 14,90                                                 | Ana Peleteiro · España · 14,75                                              |
| Peso (01.03)              | Sarah Mitton · Canadá · 20,22                                                            | Yemisi Ogunleye · Alemania · 20,19                                           | Chase Jackson Estados Unidos 19,67                                          |
| 4 × 400 m (03.03)         | Países Bajos · Lieke Klaver · Cathelijn Peeters · Lisanne de Witte · Femke Bol · 3:25,07 | Estados Unidos Quanera Hayes Talitha Diggs Bailey Lear Alexis Holmes 3:25,34 | Reino Unido Laviai Nielsen Lina Nielsen Amarachi Pipi Jessie Knight 3:26,36 |
| Pentatlón (01.03)         | Noor Vidts · Bélgica · 4773 pts.                                                         | Saga Vanninen · Finlandia · 4677 pts.                                        | Sofie Dokter · Países Bajos · 4571 pts.                                     |

## Medallero
| Núm.                    | País           | Oro | Plata | Bronce | Total |
| ----------------------- | -------------- | --- | ----- | ------ | ----- |
| 1                       | Estados Unidos | 6   | 9     | 5      | 20    |
| 2                       | Bélgica        | 3   | 0     | 1      | 4     |
| 3                       | Nueva Zelanda  | 2   | 2     | 0      | 4     |
| 4                       | Países Bajos   | 2   | 1     | 2      | 5     |
| 5                       | Etiopía        | 2   | 1     | 1      | 4     |
| 5                       | Reino Unido    | 2   | 1     | 1      | 4     |
| 7                       | Suecia         | 1   | 1     | 0      | 2     |
| 8                       | Grecia         | 1   | 0     | 1      | 2     |
| 9                       | Australia      | 1   | 0     | 0      | 1     |
| 9                       | Bahamas        | 1   | 0     | 0      | 1     |
| 9                       | Burkina Faso   | 1   | 0     | 0      | 1     |
| 9                       | Canadá         | 1   | 0     | 0      | 1     |
| 9                       | Dominica       | 1   | 0     | 0      | 1     |
| 9                       | Santa Lucía    | 1   | 0     | 0      | 1     |
| 9                       | Suiza          | 1   | 0     | 0      | 1     |
| 16                      | Italia         | 0   | 2     | 2      | 4     |
| 17                      | Noruega        | 0   | 2     | 0      | 2     |
| 18                      | Francia        | 0   | 1     | 1      | 2     |
| 18                      | Polonia        | 0   | 1     | 1      | 2     |
| 20                      | Alemania       | 0   | 1     | 0      | 1     |
| 20                      | Argelia        | 0   | 1     | 0      | 1     |
| 20                      | Cuba           | 0   | 1     | 0      | 1     |
| 20                      | Finlandia      | 0   | 1     | 0      | 1     |
| 20                      | Ucrania        | 0   | 1     | 0      | 1     |
| 25                      | Jamaica        | 0   | 0     | 3      | 3     |
| 26                      | España         | 0   | 0     | 2      | 2     |
| 27                      | Benín          | 0   | 0     | 1      | 1     |
| 27                      | Corea del Sur  | 0   | 0     | 1      | 1     |
| 27                      | Eslovenia      | 0   | 0     | 1      | 1     |
| 27                      | Estonia        | 0   | 0     | 1      | 1     |
| 27                      | Kenia          | 0   | 0     | 1      | 1     |
| 27                      | Portugal       | 0   | 0     | 1      | 1     |
|                         | TOTAL          | 26  | 26    | 26     | 78    |
| Fuente: World Athletics |                |     |       |        |       |